# Art Blakey
Arthur Blakey (11 de octubre de 1919 - 16 de octubre de 1990) fue un baterista y director de banda de Jazz estadounidense. También fue conocido como Abdullah Ibn Buhaina después de convertirse al Islam por un corto tiempo a fines de la década de 1940.[1]
Art Blakey (Pittsburgh, 11 de octubre de 1919-Nueva York, 16 de octubre de 1990) fue un baterista estadounidense de jazz encuadrado en los estilos del bop y hard bop. 
Lideró varios grupos, entre los que destaca el quinteto Jazz Messengers, del que tomó las riendas durante tres decenios tras la marcha de Horace Silver, actuando y grabando bajo el nombre de Art Blakey and The Jazz Messengers. La formación fue cuna de algunos de los mejores artistas de jazz de la historia y se convirtió en la representación por antonomasia del estilo hard bop y funky jazz.

## Biografía
La primera educación musical recibida por Blakey fue en forma de lecciones de piano; empezó a tocar profesionalmente muy joven, en su propia banda. Se pasó pronto a la batería, aprendiendo a tocar al estilo fuerte de Chick Webb y Sid Catlett. 
En 1942, tocó con la pianista Mary Lou Williams en Nueva York. Recorrió el sur de Estados Unidos en una gira con la banda de Fletcher Henderson durante los años 1943 y 1944. Luego lideró en Boston una big band antes de unirse al nuevo grupo formado por el cantante Billy Eckstine, con el que estaría entre 1944 y 1947. La big band de Eckstine fue la famosa "cradle of modern jazz" e incluyó, en diferentes ocasiones, a figuras de enorme relevancia en el futuro como Dizzy Gillespie, Miles Davis y Charlie Parker. 
Cuando el grupo se disolvió, Blakey formó su propia banda llamada los Seventeen Messengers. Grabó también con un octeto, la primera de sus bandas que recibió el nombre de Jazz Messengers. 
A comienzos de la década de los cincuenta, Blakey comenzó una asociación con el pianista Horace Silver. En 1955, formaron un grupo con Hank Mobley y Kenny Dorham, llamado "Horace Silver and the Jazz Messengers". Los Messengers materializaron en forma de grupo el naciente movimiento del hard bop, enfatizando los ritmos primarios de la música y la esencia armónica. Un año después, Silver abandonó el grupo y Blakey se convirtió en su líder. 
Desde ese momento, los Messengers fueron el vehículo expresivo habitual de Blakey, aunque continuase colaborando individualmente con otros artistas. Son destacables, en este sentido, su colaboración de 1963 para la compañía Impulse! con McCoy Tyner, Sonny Stitt y Art Davis; una gira mundial en la que participó durante 1971-1972 con "the Giants of Jazz", un grupo de grandes estrellas entre las que se encontraban Thelonious Monk, Dizzy Gillespie, Sonny Stitt y Al McKibbon; y una extraordinaria actuación con otros tres grandes baterías (Max Roach, Elvin Jones y Buddy Rich) en el Newport Jazz Festival de 1964.

## Discografía

### Álbumes en Estudio
| Álbum                           | Álbum details |
| ------------------------------- | --- |
| Blakey                          | - Editado: 1954 - Grabado: 20 de mayo de 1954 - Sello: Emarcy (MG 26030) - Format: 10" LP                                          |
| Orgy in Rhythm, Vol. 1 and 2    | - Editado: 1957 - Grabado: 7 de marzo de 1957 - Sello: Blue Note (BLP 1554 [Mono], BST 1554 [Stereo]; BLP 1555) - Format: LP       |
| Art Blakey Big Band             | - Editado: 1958 - Grabado: December, 1957 - Sello: Bethlehem (BCP 6027) - Format: LP                                               |
| Holiday for Skins, Vol. 1 and 2 | - Editado: 1959 - Grabado: 8 de noviembre de 1958 - Sello: Blue Note (BLP 4004, BLP 4005) - Format: LP                             |
| The African Beat                | - Editado: Noviembre de 1962 - Grabado: 24 de enero de 1962 - Sello: Blue Note (BLP 4097 [Mono], BST 84097 [Stereo]) - Format: LP  |
| A Jazz Message                  | - Editado: febrero de 1964 - Grabado: 16 de julio de 1963 - Sello: Impulse! (A 45) - Format: LP                                    |
| Hold On, I'm Coming             | - Editado: 1966 - Grabado: 12 y 27 de mayo de 1966 - Sello: Limelight (LM 82038) - Format: LP                                      |
| Killer Joe                      | with George Kawaguchi - Editado: 1982 - Grabado: 4 de diciembre de 1981 - Sello: Union Jazz (ULP 5001) - Format: LP                |
| Feel the Wind                   | with Freddie Hubbard - Editado: 1989 - Grabado: 31 de octubre y 1 de noviembre de 1988 - Sello: Timeless (SJP 307) - Format: LP/CD |
| Bluesiana Triangle              | - Editado: 1990 - Grabado: Marzo de 1990 - Sello: Windham Hill Jazz (WD 0125) - Format: CD                                         |
| Just Coolin'                    | - Editado: 17 de julio de 2020 - Grabado: 8 de marzo de 1959 - Sello: Blue Note (64201) - Format: CD, Vinyl LP                     |

### Álbumes en Vivo
| Álbum                      | Álbum details                                                                                   |
| -------------------------- | ----------------------------------------------------------------------------------------------- |
| A Night at Birdland Vol. 1 | - Editado: 1954 - Grabado: 21 de febrero de 1954 - Sello: Blue Note (BLP 5037) - Format: 10" LP |
| A Night at Birdland Vol. 2 | - Editado: 1954 - Grabado: 21 de febrero de 1954 - Sello: Blue Note (BLP 5038) - Format: 10" LP |
| A Night at Birdland Vol. 3 | - Editado: 1954 - Grabado: 21 de febrero de 1954 - Sello: Blue Note (BLP 5039) - Format: 10" LP |

### Compilaciones
| Álbum                                                           | Álbum details | Notes |
| --------------------------------------------------------------- | --- | --- |
| New Sounds                                                      | - Editado: 1952 - Grabado: 22 de diciembre de 1947 - Sello: Blue Note (BLP 5010) - Format: 10" LP                                | |
| Horace Silver Trio, Vol. 2/Art Blakey-Sabu – Spotlight On Drums | - Editado: 1954 - Grabado: 23 de noviembre de 1953 - Sello: Blue Note (BLP 5034) - Format: 10" LP                                | Blakey and Sabu collaborated on two songs on this LP, which is filled out with the Horace Silver Trio, also including Blakey. Reissued on 12" LP BLP 1520. |
| Live Messengers                                                 | - Editado: 1978 - Grabado: 21 de febrero de 1954 - Sello: Blue Note (BN-LA472-J2) - Format: LP                                   | This 2 record set contains unEditado tracks from the Night at Birdland session along with other, later, live Jazz Messengers live tracks.                  |
| Drum Suite                                                      | - Editado: 1957 - Grabado: 22 de febrero de 1957 - Sello: Columbia (CL 1002) - Format: LP                                        | Side one is the Art Blakey Percussion Ensemble, side two is the Jazz Messengers.                                                                           |
| Drums Around the Corner                                         | - Editado: 19 de octubre de 1999 - Grabado: 2 de noviembre de 1958 y 29 de marzo de 1959 - Sello: Blue Note (21455) - Format: CD | |

### Álbumes grabados como acompañante
| Year | Title                                            | Leader                                                | Sello                         |
| ---- | ------------------------------------------------ | ----------------------------------------------------- | ----------------------------- |
| 1950 | Dexter Gordon and His Boys                       | Dexter Gordon                                         | Savoy (MG 9003)               |
| 1950 | New Sound in Modern Music, Vol. 3                | Dexter Gordon                                         | Savoy (MG 9015)               |
| 1950 | New Sound in Modern Music, Vol. 6                | Fats Navarro                                          | Savoy (MG 9019)               |
| 1950 | Battle of the Saxes                              | Gene Ammons, Sonny Stitt                              | Prestige (PRLP 107)           |
| 1950 | Tenor Sax, Vol. 1                                | Gene Ammons                                           | Prestige (PRLP 112)           |
| 1951 | Genius of Modern Music                           | Thelonious Monk                                       | Blue Note (BLP 5002)          |
| 1951 | Mr. Saxophone                                    | Sonny Stitt                                           | Prestige (PRLP 111)           |
| 1951 | Sonny Stitt Favorites, Vol. 2                    | Sonny Stitt                                           | Prestige (PRLP 126)           |
| 1951 | Gene Ammons Favorites, Vol. 2                    | Gene Ammons                                           | Prestige (PRLP 127)           |
| 1951 | Dizzy Gillespie, Vol. 1                          | Dizzy Gillespie                                       | Dee Gee (MG 1000)             |
| 1951 | Collates                                         | Illinois Jacquet                                      | Clef (MGC 112)                |
| 1951 | Collates #2                                      | Illinois Jacquet                                      | Clef (MGC 129)                |
| 1951 | Wizard of the Vibes                              | Milt Jackson                                          | Blue Note (BLP 5011)          |
| 1951 | Swingin' with Zoot Sims                          | Zoot Sims                                             | Prestige (PRLP 117)           |
| 1951 | Tenor Sax Favorites                              | Zoot Sims                                             | Prestige (PRLP 118)           |
| 1951 | Modern Jazz Trombones, Vol. 2                    | Bennie Green, J. J. Johnson                           | Prestige (PRLP 123)           |
| 1951 | The New Sounds                                   | Miles Davis                                           | Prestige (PRLP 124)           |
| 1951 | Mambo Jazz                                       | Sonny Rollins, Sonny Stitt, Joe Holiday, Kenny Graham | Prestige (PRLP 135)           |
| 1951 | Sonny Rollins Quartet                            | Sonny Rollins                                         | Prestige (PRLP 137)           |
| 1951 | Blue Period                                      | Miles Davis                                           | Prestige (PRLP 140)           |
| 1952 | James Moody and his Modernists with Chano Pozo   | James Moody                                           | Blue Note (BLP 5006)          |
| 1952 | Genius of Modern Music: Volume 2                 | Thelonious Monk                                       | Blue Note (BLP 5009)          |
| 1952 | King of the Clarinet                             | Buddy DeFranco                                        | MGM (E 177)                   |
| 1952 | Zoot Sims All Stars with Kai Winding and Al Cohn | Zoot Sims                                             | Prestige (PRLP 138)           |
| 1952 | King Pleasure Sings/Annie Ross Sings             | Annie Ross                                            | Prestige (PRLP 7128)          |
| 1952 | Introducing the Horace Silver Trio               | Horace Silver                                         | Blue Note (BLP 5018)          |
| 1952 | Thelonious Monk Trio                             | Thelonious Monk                                       | Prestige (PRLP 142)           |
| 1952 | New Faces-New Sounds                             | Lou Donaldson                                         | Blue Note (BLP 5021)          |
| 1952 | Disorder at the Border                           | Coleman Hawkins                                       | Spotlite (SPJ 121) [1973]     |
| 1953 | Buddy DeFranco with Strings                      | Buddy DeFranco                                        | MGM (E 253)                   |
| 1953 | Introducing the Kenny Drew Trio                  | Kenny Drew                                            | Blue Note (BLP 5023)          |
| 1953 | Buddy DeFranco Quartet                           | Buddy DeFranco                                        | Clef (MGC 149)                |
| 1953 | Miles Davis Volume 2                             | Miles Davis                                           | Blue Note (BLP 5022)          |
| 1953 | Buddy DeFranco Takes You to the Stars            | Buddy DeFranco                                        | Gene Norman Presents (Vol. 2) |
| 1953 | New Star on the Horizon                          | Clifford Brown                                        | Blue Note (BLP 5032)          |
| 1953 | Introducing Paul Bley                            | Paul Bley                                             | Debut (DLP 7)                 |
| 1954 | Miles Davis Volume 3                             | Miles Davis                                           | Blue Note (BLP 5040)          |
| 1954 | Miles Davis Quartet                              | Miles Davis                                           | Prestige (PRLP 161)           |
| 1954 | Elmo Hope Quintet                                | Elmo Hope                                             | Blue Note (BLP 5044)          |
| 1954 | Thelonious Monk Quintet                          | Thelonious Monk                                       | Prestige (PRLP 180)           |
| 1954 | Sonny Rollins Quintet                            | Sonny Rollins                                         | Prestige (PRLP 186)           |
| 1954 | Lou Donaldson Sextet, Vol. 2                     | Lou Donaldson                                         | Blue Note (BLP 5055)          |
| 1954 | Introducing Joe Gordon                           | Joe Gordon                                            | EmArcy (MG 26046)             |
| 1954 | Thelonious Monk Trio                             | Thelonious Monk                                       | Prestige (PRLP 189)           |
| 1955 | Clark Terry                                      | Clark Terry                                           | EmArcy (MG 36007)             |
| 1955 | Jazz Original                                    | Bud Powell                                            | Norgran (MGN 1017)            |
| 1955 | The Randy Weston Trio                            | Randy Weston                                          | Riverside (RLP 2515)          |
| 1955 | Afro-Cuban                                       | Kenny Dorham                                          | Blue Note (BLP5065, BLP 1535) |
| 1955 | Julius Watkins Sextet, Vol. 2                    | Julius Watkins                                        | Blue Note (BLP 5064)          |
| 1955 | Hank Mobley Quartet                              | Hank Mobley                                           | Blue Note (BLP 5066)          |
| 1955 | The Prophetic Herbie Nichols Vol. 2              | Herbie Nichols                                        | Blue Note (BLP 5069)          |
| 1955 | Duke Jordan Trio and Quintet                     | Duke Jordan                                           | Signal (S 1202)               |
| 1955 | Gigi Gryce and Orchestra                         | Gigi Gryce                                            | Signal (S 1201)               |
| 1955 | Byrd's Eye View                                  | Donald Byrd                                           | Transition (TRLP J-4)         |
| 1956 | The Unique Thelonious Monk                       | Thelonious Monk                                       | Riverside (RLP 12-209)        |
| 1956 | Metronome All-Stars 1956                         | Metronome All-Stars                                   | Clef (MGC 743)                |
| 1957 | Plenty, Plenty Soul                              | Milt Jackson                                          | Atlantic (LP 1269)            |
| 1957 | Hank Mobley and His All Stars                    | Hank Mobley                                           | Blue Note (BLP 1544)          |
| 1957 | A Date with Jimmy Smith Volume One               | Jimmy Smith                                           | Blue Note (BLP 1547)          |
| 1957 | A Date with Jimmy Smith Volume Two               | Jimmy Smith                                           | Blue Note (BLP 1548)          |
| 1957 | Blowing in from Chicago                          | Clifford Jordan, John Gilmore                         | Blue Note (BLP 1549)          |
| 1957 | Hank Mobley Quintet                              | Hank Mobley                                           | Blue Note (BLP 1550)          |
| 1957 | Jimmy Smith at the Organ, Vol. 1                 | Jimmy Smith                                           | Blue Note (BLP 1551)          |
| 1957 | Jimmy Smith at the Organ, Vol. 2                 | Jimmy Smith                                           | Blue Note (BLP 1552)          |
| 1957 | The Sounds of Jimmy Smith                        | Jimmy Smith                                           | Blue Note (BLP 1556)          |
| 1957 | Sonny Rollins, Vol. 2                            | Sonny Rollins                                         | Blue Note (BLP 1558)          |
| 1957 | A Blowing Session                                | Johnny Griffin                                        | Blue Note (BLP 1559)          |
| 1957 | Monk's Music                                     | Thelonious Monk                                       | Riverside (RLP 12-242)        |
| 1958 | House Party                                      | Jimmy Smith                                           | Blue Note (BLP 4002)          |
| 1958 | Somethin' Else                                   | Cannonball Adderley                                   | Blue Note (BLP 1595)          |
| 1958 | Minor Move                                       | Tina Brooks                                           | King (Japan) (GXF-3072)       |
| 1958 | New Bottle Old Wine                              | Gil Evans                                             | World Pacific (WP-1246)       |
| 1958 | Blue Lights Volume 1                             | Kenny Burrell                                         | Blue Note (BLP 1596)          |
| 1958 | Blue Lights Volume 2                             | Kenny Burrell                                         | Blue Note (BLP 1597)          |
| 1958 | Things Are Getting Better                        | Cannonball Adderley, Milt Jackson                     | Riverside (RLP 12-286)        |
| 1959 | Out of the Blue                                  | Blue Mitchell                                         | Riverside (RLP 12-293)        |
| 1959 | My Conception                                    | Sonny Clark                                           | King (Japan) (GXF-3056)       |
| 1959 | Swingin'                                         | Kenny Burrell                                         | King (Japan) (GXF-3070)       |
| 1959 | On View at the Five Spot Cafe                    | Kenny Burrell                                         | Blue Note (BLP 4021)          |
| 1959 | Groovin' with Golson                             | Benny Golson                                          | New Jazz (NJLP 8220)          |
| 1960 | Here's Lee Morgan                                | Lee Morgan                                            | Vee-Jay (NVJ2-910)            |
| 1960 | Soul Station                                     | Hank Mobley                                           | Blue Note (BLP 4031)          |
| 1960 | Comin' On!                                       | Dizzy Reece                                           | Blue Note (7243 5 22019 2)    |
| 1960 | Lee-Way                                          | Lee Morgan                                            | Blue Note (BLP 4034)          |
| 1960 | Soul Time                                        | Bobby Timmons                                         | Riverside (RLP 334)           |
| 1960 | Second Genesis                                   | Wayne Shorter                                         | Vee-Jay (VJS 3057)            |
| 1960 | Expoobident                                      | Lee Morgan                                            | Vee-Jay (VJLP 3015)           |
| 1960 | Roll Call                                        | Hank Mobley                                           | Blue Note (BLP 4058)          |
| 1962 | Nigeria                                          | Grant Green                                           | Blue Note (LT-1032)           |
| 1962 | Congo Lament                                     | Ike Quebec                                            | Blue Note (LT-1089)           |
| 1964 | Tom Cat                                          | Lee Morgan                                            | Blue Note (LT-1058)           |
| 1964 | Blues Bag                                        | Buddy DeFranco                                        | Vee-Jay (VJLP 2506)           |
| 1964 | I/We Had a Ball                                  | Quincy Jones                                          | Limelight (LM 82002)          |
| 1971 | Giants of Jazz                                   | Various Artists                                       | Concord Jazz (GW 3004)        |
| 1971 | The Giants of Jazz                               | Various Artists                                       | Atlantic (SD 2-905)           |
| 1971 | Something in Blue                                | Thelonious Monk                                       | Black Lion (BL 152)           |
| 1971 | The Man I Love                                   | Thelonious Monk                                       | Black Lion (BL 197)           |
| 1977 | Illumination                                     | Walter Davis, Jr.                                     | Denon (DC-8553)               |
| 1980 | Gotham City                                      | Dexter Gordon                                         | Columbia (JC 36853)           |
| 1987 | Magical Trio 1                                   | James Williams                                        | EmArcy (832 859 2)            |

## Filmografía
- 1965 Live in '65 (DVD)
- 1983 Jazz at the Smithsonian
- 1986 At Ronnie Scott's London (Video)
- 1995 The Jazz Messenger (Video/DVD)
- 1998 Art Blakey's Jazz Messengers
- 2001 Jazz Life, Vol. 2
- 2003 Modern Jazz at the Village Vanguard
- 2003 Live from Ronnie Scott's (DVD)
- 2003 Live at the Smithsonian
- 2004 Live at Village Vanguard